# Flerov-Preis
Der Flerov-Preis des Vereinigten Instituts für Kernforschung (JINR) in Dubna wird alle zwei bis drei Jahre für herausragende Arbeiten in der Kernphysik vergeben. Er ist nach Georgi Fljorow (englische Transkription Flerov) benannt.

## Preisträger
- 1993 Juri Oganesjan für „bedeutende Beiträge zur Entwicklung der Erforschung schwerer Kerne“, Wadim Wassiljewitsch Wolkow (engl. Transkription V. V. Volkov) für „die Erforschung eines neuen Typus von Kernreaktionen (Deep Inelastic Transfer Reactions, tiefinelastische Transferreaktionen)“.
- 1995 Wolfram von Oertzen und Hans Gerhard Bohlen für „das Studium der Eigenschaften neutronenreicher leichter Kerne“, Alexei Alexejewitsch Oglobin „für die Entdeckung von Kernen jenseits der Neutronenstabilitäts-Grenze“.
- 1997 Sigurd Hofmann, Juri Alexandrowitsch Lazarew (engl. Transkription Yu. A. Lazarev, 1946–1996), Adam Sobiczewski (Polen) „für experimentelle und theoretische Untersuchungen zu superschweren Elementen, die in der Entdeckung einer neuen Stabilitätsinsel bei Z=108 und N=162 mündeten“.
- 2000 Boris Nikolajewitsch Gikal (Flerov-Labor FLNR am JINR), Georgi Gerassimowitsch Gulbekian (leitender Ingenieur am Flerov-Labor am JINR), Wladimir Borissowitsch Kutner (1945–1998)[1] für „die Entwicklung der Technik von Schwerionenbeschleunigern und Strahlen sowohl mit stabilen als auch mit instabilen (radioaktiven) Kernen“.
- 2003 Joseph H. Hamilton (Vanderbilt University), Friedrich Gönnenwein (Universität Tübingen), Michail Grigorjewitsch Itkis (Vizedirektor des JINR), Gurgen Ter-Akopian für „Untersuchungen von spontaner Kernspaltung und durch Neutronen und geladene Teilchen induzierter Kernspaltung“.
- 2007 Boris Fedorovich Myasoedov (* 1930, Mitglied der Russischen Akademie der Wissenschaften, Vernadsky Institut für Geochemie und Analytische Chemie der Russischen Akademie der Wissenschaften), M. Hussonnois (Frankreich), Sergei Nikolajewitsch Dmitriew (* 1954, Dmitriev, Direktor des FLNR) für „kernchemische Forschung in der Schwerionenphysik“.[2]
- 2009 Sydney Gales (GANIL, Frankreich), Dominique Guillemaud-Mueller (Frankreich), Yuri Erastovich Penionzhkevich (Flerov-Labor FLNR am JINR) für „Synthese und Eigenschaften von Kernen nahe der Stabilitätsgrenze“.
- 2013 Klaus Blaum, Heinz-Jürgen Kluge, Michael Block (GSI, Darmstadt), Juri Nowikow (St. Petersburg Institut für Kernphysik) für die „Entwicklung hochpräziser Spektroskopie basierend auf Penning-Fallen“.[3]
- 2017 Witold Nazarewicz (Michigan State University) für seine theoretischen Untersuchungen zu den atomaren und nuklearen Eigenschaften der schwersten Elemente,[4] James Roberto (Oak Ridge National Laboratory), Alexander Schuschkin (Elektrokhimpribor, Russland) und Wladimir Utjonkow (JINR, Dubna) für ihre Arbeiten zu den Elementen 115 bis 117.
- 2019 Igor Dmitrijew, Martyn Poliakoff für ihre Beiträge zu den Eigenschaften „exotischer Kerne“[5]
- 2022 Alexander Rimsky-Korsakow (postum), Leonid Pleskatschewski, Sergei Chlebnikow[6]
- 2024 Radi Iwanowitsch Ilkajew, Jewgeni D. Donets, Jewgeni E. Donets, Zhao Hongwei[7]